# Pine Tree Riot

Pine Tree Flag

Il Pine Tree Riot fu un atto di resistenza all'autorità reale britannica intrapreso dai coloni americani nel New Hampshire nel 1772. L'evento si colloca tra i vari conflitti tra coloni e britannici avvenuti in quel periodo e che culminarono nella rivoluzione americana..

## Contesto
Al fine di mantenere la propria superiorità navale e commerciale, la Gran Bretagna approvò in Nord America delle leggi per l'abbattimento e la selezione di grandi e robusti pini bianchi americani con lo scopo di costruire le proprie navi.
Il successo britannico nella Guerra di Jenkins' Ear (1739-1748) e nella Guerra dei sette anni (1756-1763), fu dovuto in larga parte al controllo dei mari da parte della Royal Navy.

## La rivolta
Il vice ispettore del New Hampshire, John Sherman, ordinò di indagare su alcune possibili violazioni delle suddette leggi. I suoi uomini trovarono, in sei diverse segherie, alcuni dei pini contrassegnati dal simbolo che ne proibiva l’abbattimento, ed i proprietari vennero citati in giudizio.
Il 13 aprile 1772, lo sceriffo della contea di Hillsborough, Benjamin Whiting, ed il suo vice, John Quigley, si recarono a South Weare con un mandato di cattura per il proprietario della segheria di Weare, Ebenezer Mudgett.
Dopo il rilascio (i concittadini lo aiutarono a pagare la cauzione), Ebenezer Mudgett, alla testa di una quarantina di coloni, fece irruzione nella stanza di Whiting, presso la Pine Tree Tavern. Gli insorti aggredirono i due funzionari.
Questa loro azione è importante poiché ispirò numerose altre rivolte ed atti dimostrativi di varia natura, tra cui il Boston Tea Party.